# Martin Pepper

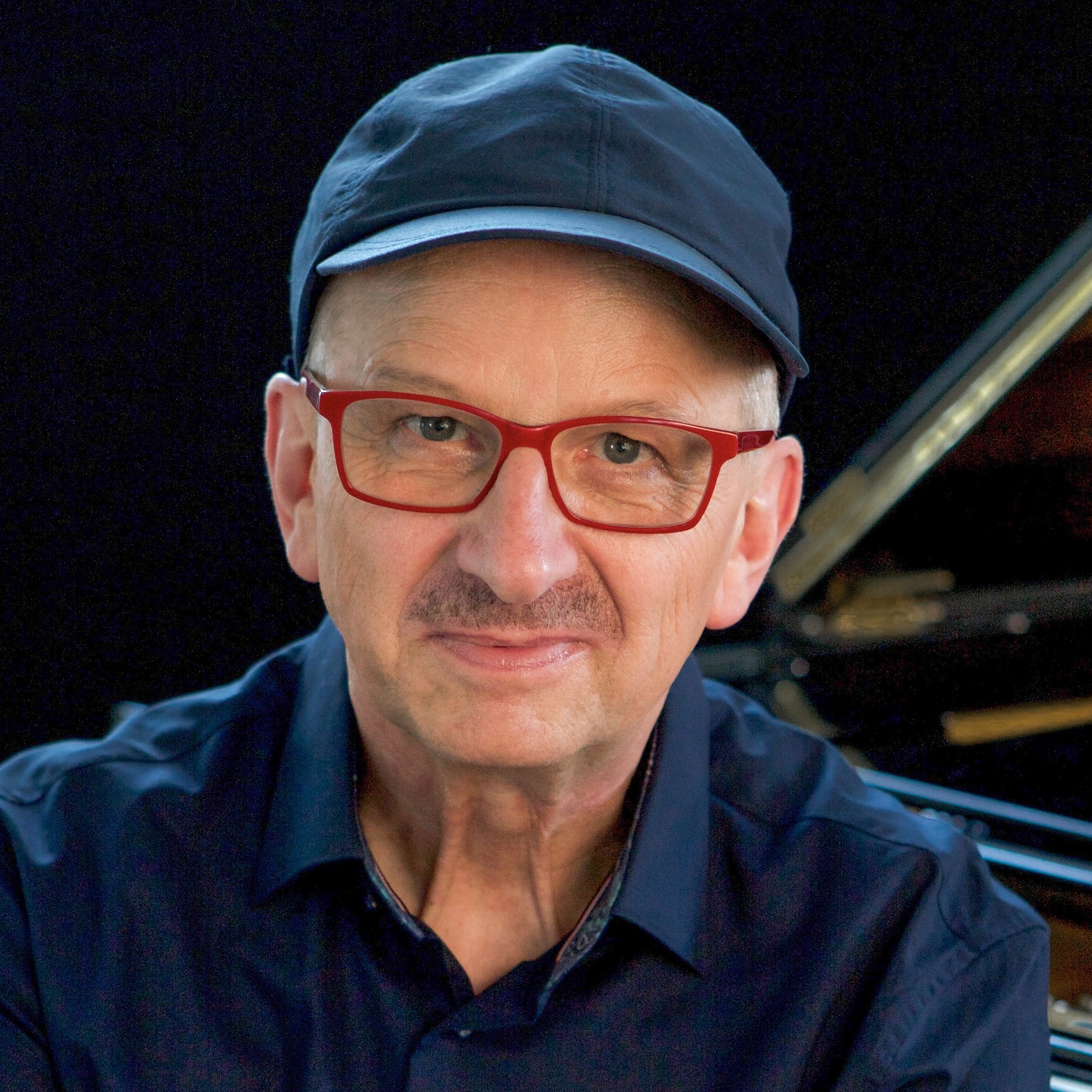
Martin Pepper, 2023

Martin Pepper (* 4. April 1958 in Aldekerk) ist ein deutscher christlicher Liedermacher, Pianist, Sänger, Theologe und Buchautor.

## Leben
Martin Pepper wuchs in Minden in einer katholischen Bankiersfamilie auf und erhielt ab 1964 Klavierunterricht. Ab 1972 trat er als Keyboard-Spieler in lokalen Bands auf Festivals auf. Nachdem er sich als Jugendlicher vom Glauben entfernte, fand er in der Jesus-People-Bewegung wieder zurück und ließ sich 1975 im Rahmen einer Gläubigentaufe der Evangelisch-Freikirchlichen Gemeinde Minden taufen. Er begann während dieser Zeit, Stücke im Bereich der Christlichen Musik zu verfassen. Ab 1977 folgten ein Musik- und Theologiestudium an freikirchlichen Ausbildungszentren in Wolfenbüttel und in Dallas in Texas. In dieser Zeit war Pepper Pianist und Sänger in christlichen Bands und Chören. 1979 nahm er seine erste Langspielplatte „Feel the touch“ in Dallas auf. 1980 legte Martin Pepper ein Praktikum am Christlichen Zentrum Berlin (Kirche am Südstern) ab und wurde 1981 als Pastor des Bundes Freikirchlicher Pfingstgemeinden ordiniert. Von 1981 bis 1985 war er Assistenzpastor am Christlichen Zentrum Berlin, 1986/1987 hielt er sich zu erneuten Studien in den USA auf, bevor er 1987 die evangelische Freikirche Gospelgemeinde Berlin gründete, die er bis 2000 leitete. Daneben engagierte er sich im Vorstand des damaligen Freikirchlichen Evangelischen Gemeindewerks, (inzwischen) Vollmitglied der Vereinigung Evangelischer Freikirchen. 2019 erklärte er, dass er inzwischen der evangelischen Landeskirche beigetreten sei. Mit mehreren Konzerten war er auf dem 38. Deutschen Evangelischen Kirchentag 2023 in Nürnberg und auch auf dem 39. Deutschen Evangelischen Kirchentag in Hannover präsent.
Im evangelischen Gesangbuch Wo wir dich loben, wachsen neue Lieder – plus erschien 2018 sein Lied Der Herr segne dich, behüte dich.
Schon während seiner pastoralen Tätigkeit, von der er seit 2000 zugunsten der Musik freigestellt ist, war er musikalisch tätig. So war er Keyboarder, Songschreiber und Sänger der christlichen Pop-Rock-Formation „JC Seven“, mit der er in Berlin und einigen Städten in Deutschland auftrat. 1993 erschien die CD „Kommt an den Tisch seiner Gnade“, die durch das Label „Integrity’s Hosanna“ international vertrieben wurde. Es folgten weitere CDs, so „Wind des Lebens“ (Liveaufnahme 1995), „Rückenwind“ (1996), „Seite an Seite“ (1997), „Feuer in der Nacht“ (1998). 2000 arbeitete er mit Philip Janz, Produzent von Brian Doerksen in Kanada bei der Produktion der CDs „Gesicht im Licht“ und „Songs“ zusammen und gründete im gleichen Jahr einen eigenen Musikverlag mc-peppersongs.
Seit dieser Zeit tritt er in deutschsprachigen Ländern mit Konzerten, Gottesdiensten und als Referent für die Gestaltung von Musikbeiträgen im Gottesdienst unter dem Begriff „Lobpreis & Anbetung“ auf. Mit seinen Alben „Fiesta“ und „Siesta“ bringt Pepper lateinamerikanische Musikeinflüsse, die er auf seinen Reisen durch Peru, Mexiko und Kuba gesammelt hat, in die christliche Musikszene ein. Seit dem Jahr 2014 tritt er auch als Referent für Männerthemen mit den Texten seines Begleitbuches zur CD „Mut zum Sein“ „Männereinsichten“ auf. 2014 veröffentlicht er seinen ersten Gedichtband „Die Melancholie der Möglichkeit“. 2015 luden ihn die deutschsprachigen Mennoniten zu einer Konzertreise und Vortragstour nach Paraguay ein.
Von 2007 bis 2018 war Pepper Botschafter des internationalen Kinderhilfswerks Compassion in Deutschland.
Seit dem Jahr 2020 betätigt sich Martin Pepper auch als Lyric-Video-Produzent. Mit Text-unterlegten Landschafts- und Begegnungsszenen gestaltet Martin Pepper seine eigenen Lieder in einer neuen Ästhetik-Kombination.

## Privates
Pepper heiratete 1981 seine Frau Claudia, geb. Hilliger, die 2024 verstarb. Pepper hat zwei Kinder (eine davon Jennifer Pepper, mit der er zwei Alben veröffentlichte) und lebt in Berlin.

## Alben
- 1979: Feel The Touch
- 1981: Sprich nur zu dem Berge
- 1993: Kommt an den Tisch seiner Gnade
- 1995: Wind des Lebens
- 1996: Rückenwind
- 1997: Seite an Seite
- 1998: Feuer in der Nacht
- 2000: Songs
- 2000: Gesicht im Licht
- 2001: Unpredictable World – featuring bluecube
- 2002: Erweitere meine Grenzen
- 2003: Flügelleicht – featuring Uli Kringler
- 2004: Martin Pepper live – Pfeilgerade
- 2006: Saitenwechsel
- 2007: Fiesta
- 2008: Erlesene Lieder (musikalisches Hörbuch mit gelesenen Texten)
- 2010: Siesta
- 2011: Generationen (Kollaborationsalbum mit Tochter Jennifer Pepper)
- 2013: Mut zum Sein
- 2015: Mit Sinn und Seele (Kollaborationsalbum mit Tochter Jennifer Pepper)
- 2018: Viel mehr als nur ein Wort
- 2020: Starker Turm
- 2022: Licht und Leben
- 2023: Funkenflug
- 2023: Erstes Instrumentalalbum „Piano Melodies Vol.1“
- 2023: EP „Alles in Liebe“

## Songbücher
- 1996 Rückenwind
- 1998 Feuer in der Nacht
- 2000 Gesicht im Licht
- 2002 Erweitere meine Grenzen
- 2003 Flügelleicht
- 2004 Flügelleicht & Pfeilgerade
- 2006 Saitenwechsel
- 2008 Fiesta
- 2009 Auge im Sturm
- 2009 Siesta
- 2011 Generationen (mit vertiefenden Textbeiträgen)
- 2013 Mut zum Sein (Männereinsichten – vertiefende Textbeiträge – und das Songbook zur CD)
- 2018 Viel mehr als nur ein Wort (Das komplette Songbook zur CD als PDF)
- 2022 Licht und Leben (Digital als PDF)

## Bücher
- 2001 Gesicht im Licht
- 2002 Erweitere meine Grenzen
- 2014 Die Melancholie der Möglichkeit, Gedichtband

Trilogie der Anbetung
- 2017 Band 1: Faszination Anbetung. Weil Gott mehr ist als ein Wort
- 2017 Band 2: Anbetung mit erhobenem Haupt. Gott selbstbewusst lieben
- 2019 Band 3: Anbetung in der Praxis. vorbereiten, leiten, begleiten

## Compilations
- 2009: Auge im Sturm. Seine schönsten Lobpreissongs

## Belege
1. ↑  Pepper: Vita, gerth.de, abgerufen am 30. Mai 2015.
2. ↑  Evangelisch mit Rückenwind, idea.de, Porträt vom 17. Februar 2019.
3. ↑  Wo wir dich loben, wachsen neue Lieder – plus, München 2018, Strube Verlag VS 4049, ISBN 978-3-89912-211-4, Nr. 118
4. ↑  Gründung des Musikverlags und Labels mc-peppersong (Memento vom 9. Juni 2017 im Internet Archive), peppersongs.com
5. ↑  Botschafter National (Memento vom 30. Mai 2015 im Internet Archive), compassion-de.org
6. ↑  Kondolenzseite Claudia Pepper. Abgerufen am 23. Juli 2025.

| Personendaten    | Personendaten                                |
| ---------------- | -------------------------------------------- |
| NAME             | Pepper, Martin                               |
| KURZBESCHREIBUNG | deutscher christlicher Songwriter und Sänger |
| GEBURTSDATUM     | 4. April 1958                                |
| GEBURTSORT       | Aldekerk                                     |